# Краснозаводськ (міське поселення)

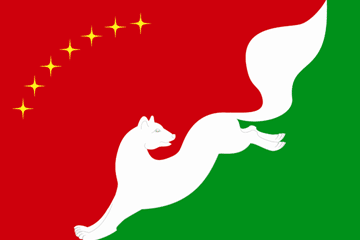
Прапор міського поселення Краснозаводськ

Краснозаводськ – міське поселення у Сергієво-Посадському муніципальному районі Московської області. Населення міста - 13,7 тис. чол. (2010).

## Склад
До складу міського поселення окрім міста Краснозаводськ входять також села Рогачово (45 мешканців) та Семенково (1151 мешканець)

## Символіка
Міське  поселення Краснозаводськ має власну символіку – герб та прапор. Основа міської геральдики – зображення куниці на червоному та зеленому полі. Першу редакцію герба було ухвалено 15 жовтня 2007 року, сучасну – 9 вересня 2010 року